# Catching Milat
Catching Milat è una miniserie televisiva australiana del 2015 in 2 episodi, trasmessa dalla Seven Network (in collaborazione con l'ente governativo Screen Australia) il 17 e il 24 maggio 2015.
Basata sul libro Sins of the brother di Mark Whittaker e Les Kennedy, la pellicola narra le indagini della Taske Force Air, presieduta dal Sovraintendente Clive Small (Geoff Morrell) e del detective Paul Gordon (Richard Cawthorne), seguite ai tragici avvenimenti che sconvolsero l'Australia nei primi anni Novanta, noti come i "delitti dello zaino" ("Backpacker Murders"), per i quali è stato condannato Ivan Milat.
In Italia la serie è stata trasmessa su Giallo l'1 e 2 agosto 2015.

## Trama
Nuovo Galles del Sud, primi anni Novanta. Nel corso degli anni, molti autostoppisti scompaiono misteriosamente nei pressi della foresta di Belanglo. Il detective Paul Gordon è incaricato delle indagini, ma non ne viene a capo. Solo anni dopo, col ritrovamento dei corpi di due ragazze, il caso inizia a destare l'interesse dei media e della politica, con la formazione di una Task Force (chiamata Air) con a capo il veterano Sovraintendente Clive Small. Gordon entra nella squadra ma Small lo tratta con superficialità e indifferenza, nonostante tutti gli sforzi di Gordon per avere l'attenzione del suo superiore. La Task Force Air brancola nel buio, fino a quando il detective Birse affida a Gordon il dossier sui sospettati della famiglia Milat e le indagini hanno una svolta. Gordon compie controlli incrociati sui Milat, in particolare su Ivan, i cui turni di ferie dal lavoro coincidevano perfettamente con la sparizione delle vittime.
Gordon, ormai in aperto conflitto con Small (che pretende prove inconfutabili), travalica il proprio ruolo e mette a rischio l'operazione, seguendo il proprio istinto. Incrociando i dati delle telefonate dei sospettati, avvenuti nelle ore successive alla formazione della Task Force, Gordon scopre la telefonata di Paul Onions, un giovane inglese che anni prima era sfuggito a Milat e aveva inutilmente sporto denuncia. La telefonata era sfuggita a tutti, ma a Gordon non viene riconosciuto il merito. Solo quando Onions riconosce Milat come il suo aggressore, Small finalmente si convince di fare seguire il sospettato.

Fatta irruzione nella sua abitazione e in quella dei molti fratelli, gli inquirenti trovano molte prove (zaini, armi, una macchina fotografica) che collegano Milat agli omicidi. Gordon viene brutalemente mandato via dalla Task Force dopo aver fatto delle confidenze alla stampa e, anni dopo, Milat viene riconosciuto colpevole di 7 omicidi.

## Accoglienza

### Critiche
All'indomani della messa in onda del secondo e ultimo episodio, il commissario in pensione Clive Small ha preso nettamente le distanze dal racconto "di finzione" in un articolo sul Daily Telegraph, parlando di una ricostruzione fantasiosa in cui sembra che un solo poliziotto abbia avuto il merito della cattura di Milat. Tra le molte ricostruzioni di fantasia, Small cita quella della testimonianza di Onions, fondamentale ai fini della cattura del serial killer e confermata dallo stesso Onions, in cui il giovane parlò "con i detective Wilkins e Pickering, senza mai parlare né incontrare Gordon", come invece mostrato nella miniserie.